# Músculo abductor corto del pulgar
El músculo abductor corto del pulgar (Abductor brevis pollicis) es un músculo de la mano que se encuentra en la región palmar externa (eminencia tenar), es aplanado y corto, cuya función es la abducción del pulgar.

## Estructura
El abductor corto del pulgar es un músculo plano y delgado localizado justo por debajo de la piel de la palma de la mano. Es parte de la eminencia tenar contribuyendo a la prominencia de la palma de la mano, proximal al pulgar.
Se origina, en el hueso escafoides, el ligamento anular anterior del carpo y recibe una extensión del tendón del abductor largo del pulgar. Ocasionalmente tiene fibras insertadas en el tubérculo del hueso trapezoide.
El músculo corre lateralmente hasta insertarse por un tendón plano y delgado en el extremo superior de la base de la primera falange del dedo pulgar y la cápsula de la articulación que une el metacarpiano con el falange.

## Inervación
El abductor pollicis brevis usualmente es inervado por el nervio mediano por su ramo tenariano. Ocasionalmente está inervado, completamente o en parte, por una rama del nervio radial.

## Acción
La abducción del pulgar está definido como el movimiento perpendicular a la palma de la mano, separando el pulgar de la mano. Por ello, el músculo abductor corto del pulgar es llamado el músculo separador del pulgar y participa en este movimiento al actuar tanto por la articulación carpometacarpiana y la metacarpofalángica. También contribuye en la oposición y extensión del pulgar, facilitando la circunducción del pulgar alrededor de su eje.